# Lagunillas (Mérida)
Lagunillas é uma cidade venezuelana, capital do município de Sucre (Mérida).